# Закшувек-Весь (Мазовецьке воєводство)
Закшувек-Весь (пол. Zakrzówek-Wieś) — село в Польщі, у гміні Казанув Зволенського повіту Мазовецького воєводства.
Населення — 284 особи (2011).
У 1975-1998 роках село належало до Радомського воєводства.

## Демографія
Демографічна структура станом на 31 березня 2011 року:
|          | Загалом | Допрацездатний вік | Працездатний вік | Постпрацездатний вік |
| -------- | ------- | ------------------ | ---------------- | -------------------- |
| Чоловіки | 141     | 33                 | 92               | 16                   |
| Жінки    | 143     | 39                 | 79               | 25                   |
| Разом    | 284     | 72                 | 171              | 41                   |